# Barış Alper Yılmaz
Barış Alper Yılmaz (sinh ngày 23 tháng 5 năm 2000) là một cầu thủ bóng đá chuyên nghiệp người Thổ Nhĩ Kỳ thi đấu ở vị trí tiền vệ cho câu lạc bộ Galatasaray tại Süper Lig và đội tuyển quốc gia Thổ Nhĩ Kỳ.

## Thống kê sự nghiệp

### Quốc tế
Tính đến ngày 10 tháng 6 năm 2024
| Đội tuyển quốc gia | Năm       | Trận | Bàn |
| ------------------ | --------- | ---- | --- |
| Thổ Nhĩ Kỳ         | 2021      | 2    | 0   |
| Thổ Nhĩ Kỳ         | 2023      | 9    | 1   |
| Thổ Nhĩ Kỳ         | 2024      | 4    | 1   |
| Tổng cộng          | Tổng cộng | 15   | 2   |

Bàn thắng và kết quả của Thổ Nhĩ Kỳ được để trước.
| # | Ngày                 | Địa điểm                                      | Số trận | Đối thủ | Bàn thắng | Kết quả | Giải đấu                 |
| - | -------------------- | --------------------------------------------- | ------- | ------- | --------- | ------- | ------------------------ |
| 1 | 12 tháng 10 năm 2023 | Opus Arena, Osijek, Croatia                   | 8       | Croatia | 1–0       | 1–0     | Vòng loại UEFA Euro 2024 |
| 2 | 10 tháng 6 năm 2024  | Sân vận động Kazimierz Górski, Warsaw, Ba Lan | 15      | Ba Lan  | 1–1       | 1–2     | Giao hữu                 |

## Danh hiệu
Galatasaray
- Süper Lig: 2022–23[1]